# Offer Nissim
Offer Nissim (héberül: עופר ניסים) (Tel-Aviv, 1963. április 16. –) nyíltan meleg izraeli lemezlovas, remixer és zenei producer. Ő volt a producere Dana International izraeli énekesnő 1998-as Diva című dalának, mellyel megnyerte az 1998-as Eurovíziós Dalfesztivált. Nissim munkássága során számos alkalommal működött együtt Maya Simantov énekesnővel, többek között olyan daloknál mint a For your Love, az Everybody Needs a Man, az Alone és a First Time, továbbá számos neves előadónak készített remixeket, köztük Madonnának és Chernek is.

## Diszkográfia

### Nagylemezek
- 2002 – Excited
- 2004 – Searching (2 CD)
- 2005 – First Time (ft. Maya Simantov)
- 2005 – OfferNissim
- 2005 – The Remixes
- 2006 – Second Time (ft. Maya Simantov) (2 CD)
- 2007 – Forever Tel Aviv (2 CD)
- 2008 – Happy People (2 CD)
- 2009 – Happy People (Winter Edition)
- 2009 – Remixed (2 CD)
- 2010 – Pride All Over
- 2010 – Over You (ft. Maya Simantov)
- 2017 – Love (2 CD)
- 2020 – SuperNatural